# Kuchl
Kuchl é um município da Áustria, situado no distrito de Hallein, no estado de Salzburgo. Tem 47,12 km² de área e sua população em 2019 foi estimada em 7.334 habitantes.